# Sébastien de L'Aubespine
Pour les articles homonymes, voir Aubespine et Châteauneuf.
Sébastien de L'Aubespine, né en 1518 et mort le 2 juillet 1582 à Limoges, est un homme d'Église et diplomate français du XVIe siècle, ambassadeur de France en Espagne auprès du roi catholique de 1558 à 1562. Il est brièvement évêque de Vannes (1557-1558) puis évêque de Limoges pendant vingt-quatre ans.

## Biographie
Descendant d'une famille noble de Bourgogne, il est le fils de Claude de L'Aubespine, avocat au présidial d'Orléans et de Marguerite Le Berruyer, dame de La Corbillère. Il est le frère de Claude de L'Aubespine (mort en 1567), secrétaire d'État des rois François Ier, Henri II, François II et Charles IX.
Il est abbé commendataire de Bassefontaine et de Saint-Martin de Plaimpied (1552-1559), évêque de Vannes (1557-1558) puis de Limoges (1558-1582), abbé commendataire de Mozac (1568-1570) et Saint-Eloi de Noyon en 1570 à 1579.
Il eut aussi d'importantes fonctions diplomatiques sous les règnes de François Ier et de ses successeurs. Il est ministre du roi Charles IX et signe sous son règne l'édit de Roussillon en 1564.

### Sources et bibliographie
- Liste Chronologique des évêques de Vannes, diocèse de Vannes.
- Négociations, lettres et pièces diverses relatives au règne de François II, tirées du portefeuille de Sébastien de l'Aubespine, évêque de Limoges, Paris Louis, Paris, imprimerie royale, « Collection de documents inédits sur l’histoire de France », 1841.